# Unidad de evaporación
La unidad de evaporación es un equipo usado en la industria química para la concentración de soluciones acuosas.
El método operativo del equipo es elevar la temperatura de la solución acuosa hasta la temperatura de ebullición del solvente, ahí se mantiene constante la temperatura y la energía que se le aplica al sistema únicamente será la del calor latente de vaporización.
La cinética nos indica que entre más tiempo esté operativo el equipo la solución acuosa será cada vez más concentrada.
En caso de que la solución se sature, el soluto de esta se puede depositar generando cristales.
- Datos: Q6156142